# テイラー郡 (フロリダ州)
テイラー郡（英: Taylor County）は、アメリカ合衆国フロリダ州の北部に位置する郡である。2010年国勢調査での人口は22,570   人であり、2000年の19,256人から17.2%増加した。郡庁所在地はペリー市（人口7,017人）であり、同郡で人口最大の都市でもある。

## 歴史
テイラー郡は1856年に設立された。郡名は第12代アメリカ合衆国大統領ザカリー・テイラー（在任1849年-1850年）に因んで名付けられた。

## 地理
アメリカ合衆国国勢調査局に拠れば、郡域全面積は1,232.01平方マイル (3,190.9 km2)であり、このうち陸地1,041.91平方マイル (2,698.5 km2)、水域は190.10平方マイル (492.4 km2)で水域率は15.43%である。

### 隣接する郡
- ジェファーソン郡 - 北西
- マディソン郡 - 北
- ラファイエット郡 - 東
- ディキシー郡 - 南東

### 国立保護地域

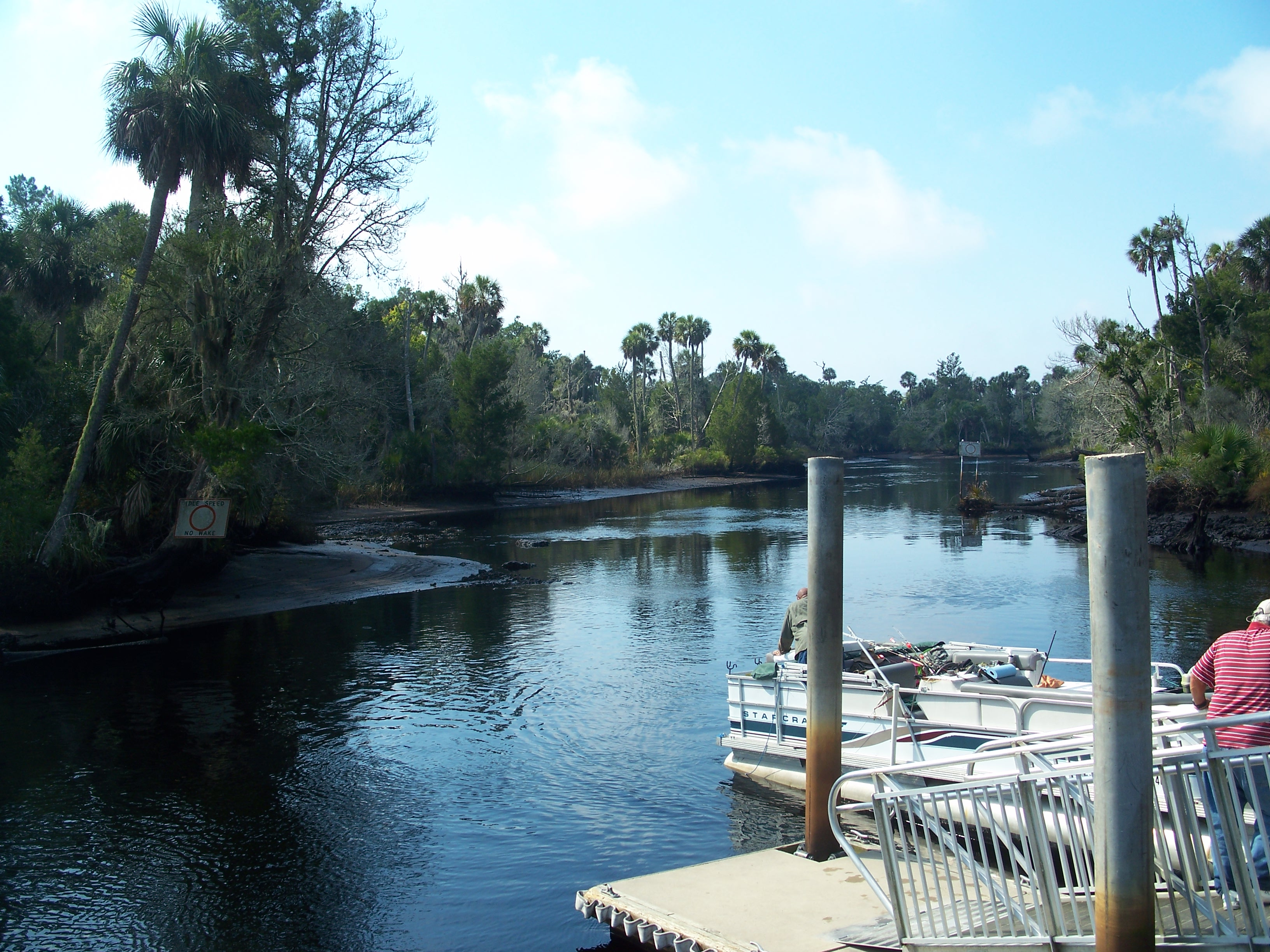
エコンフィナ川州立公園

- セントマークス国立野生生物保護区（部分）

## 人口動態
以下は2000年国勢調査による人口統計データである。
| 基礎データ - 人口: 19,256人 - 世帯数: 7,176 世帯 - 家族数: 5,130 家族 - 人口密度: 7人/km2（18人/mi2） - 住居数: 9,646軒 - 住居密度: 4軒/km2（9軒/mi2） 人種別人口構成 - 白人: 77.84% - アフリカン・アメリカン: 19.04% - ネイティブ・アメリカン: 0.98% - アジア人: 0.44% - 太平洋諸島系: 0.02% - その他の人種: 0.32% - 混血: 1.38% - ヒスパニック・ラテン系: 1.53% 年齢別人口構成 - 18歳未満: 24.6% - 18-24歳: 8.2% - 25-44歳: 28.3% - 45-64歳: 24.8% - 65歳以上: 14.1% - 年齢の中央値: 38歳 - 性比（女性100人あたり男性の人口） - 総人口: 104.4 - 18歳以上: 104.8 | 世帯と家族（対世帯数） - 18歳未満の子供がいる: 31.6% - 結婚・同居している夫婦: 52.5% - 未婚・離婚・死別女性が世帯主: 14.4% - 非家族世帯: 28.5% - 単身世帯: 24.2% - 65歳以上の老人1人暮らし: 10.64% - 平均構成人数 - 世帯: 2.51人 - 家族: 2.95人 収入と家計 - 収入の中央値 - 世帯: 30,032米ドル - 家族: 35,061米ドル - 性別 - 男性: 27,967米ドル - 女性: 19,054米ドル - 人口1人あたり収入: 15,281米ドル - 貧困線以下 - 対人口: 18.0% - 対家族数: 14.5% - 18歳未満: 22.2% - 65歳以上: 17.9% |

## 都市と町

### 法人化自治体
- ペリー市 - 郡庁所在地

### 未編入の町
| - アセナ - ビュセルジャンクション - クララ（一部はディキシー郡） - デクルビーチ - エリデュ - フェンホロウェイ | - フィッシュクリーク - フォリー - ハンプトンスプリングス - イッドー - キートンビーチ - レイクバード | - ピンランド - セイラム - シャディグローブ - スタインハチー - テニル |

## 教育
郡内の公共教育はテイラー郡教育学区が管轄している。2006年から2007年の教育年度で、フロリダ州教育省がこの地区に"B"級を与え、3つの学校には"A"級、1つの学校には"B"級を与えた。
テイラー郡高校にはマーチングバンドとコンサートバンドがある。

### 政府関連
- Taylor County Board of County Commissioners
- Taylor County Supervisor of Elections
- Taylor County Property Appraiser
- Taylor County Sheriff's Office
- Taylor County Tax Collector
- Taylor County Public Library

### 特殊地区
- Taylor County Schools District
- Suwannee River Water Management District

### 司法関連
- Taylor County Clerk of Courts
- Public Defender, 3rd Judicial Circuit of Florida serving Columbia, Dixie, Hamilton, Lafayette, Madison, Suwannee, and Taylor Counties
- Office of the State Attorney, 3rd Judicial Circuit of Florida
- Circuit and County Court for the 3rd Judicial Circuit of Florida

### 観光
- Taylor County Tourism Development Council
- Suwannee Online[リンク切れ]

座標: 北緯30度01分 西経83度37分 / 北緯30.02度 西経83.62度